# Casas de Don Pedro
Casas de Don Pedro – gmina w Hiszpanii, w prowincji Badajoz, w Estramadurze, o powierzchni 142,66 km². W 2011 roku gmina liczyła 1646 mieszkańców.